# Michaeliskirche (Markersdorf)

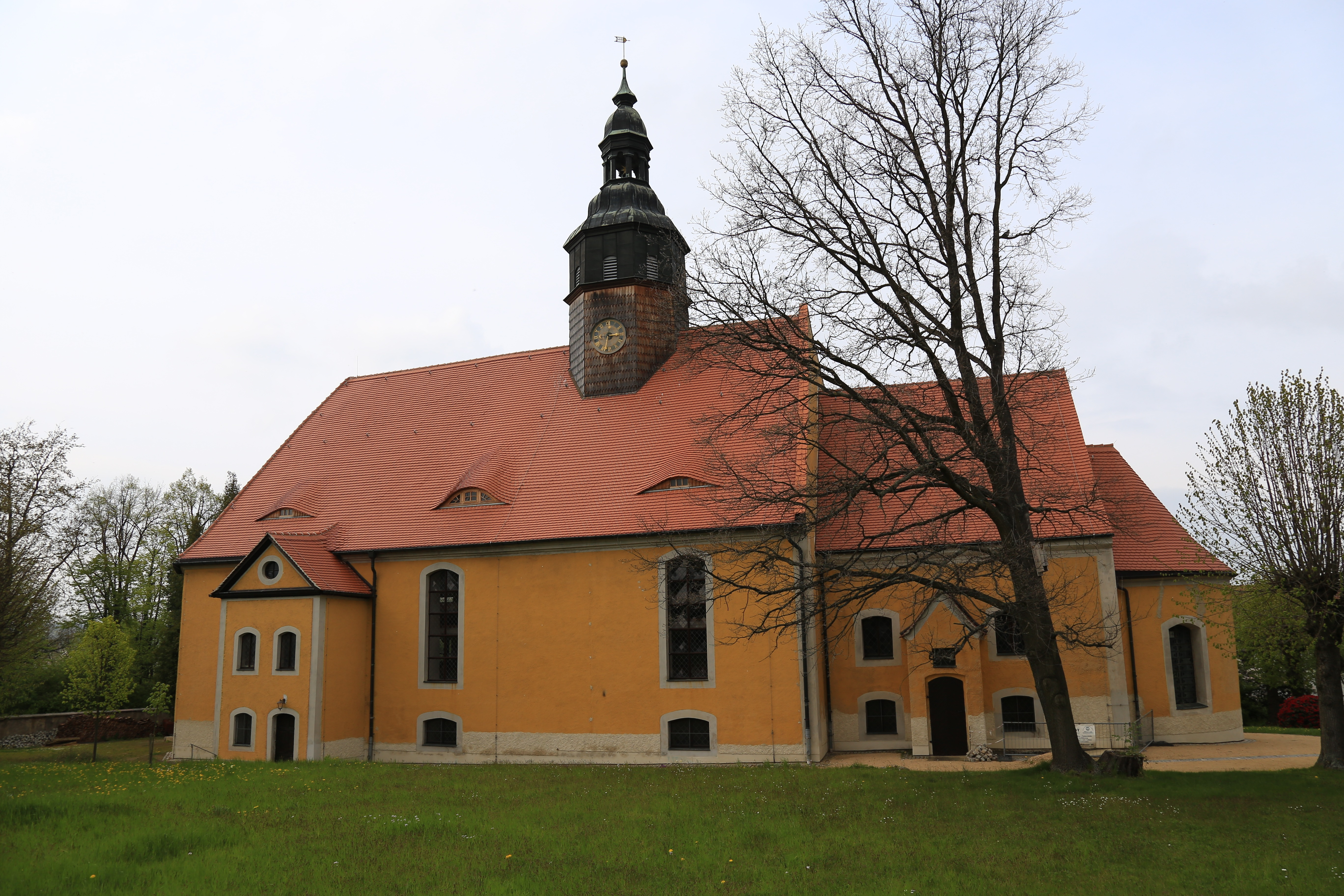
Kirche Markersdorf (2017)

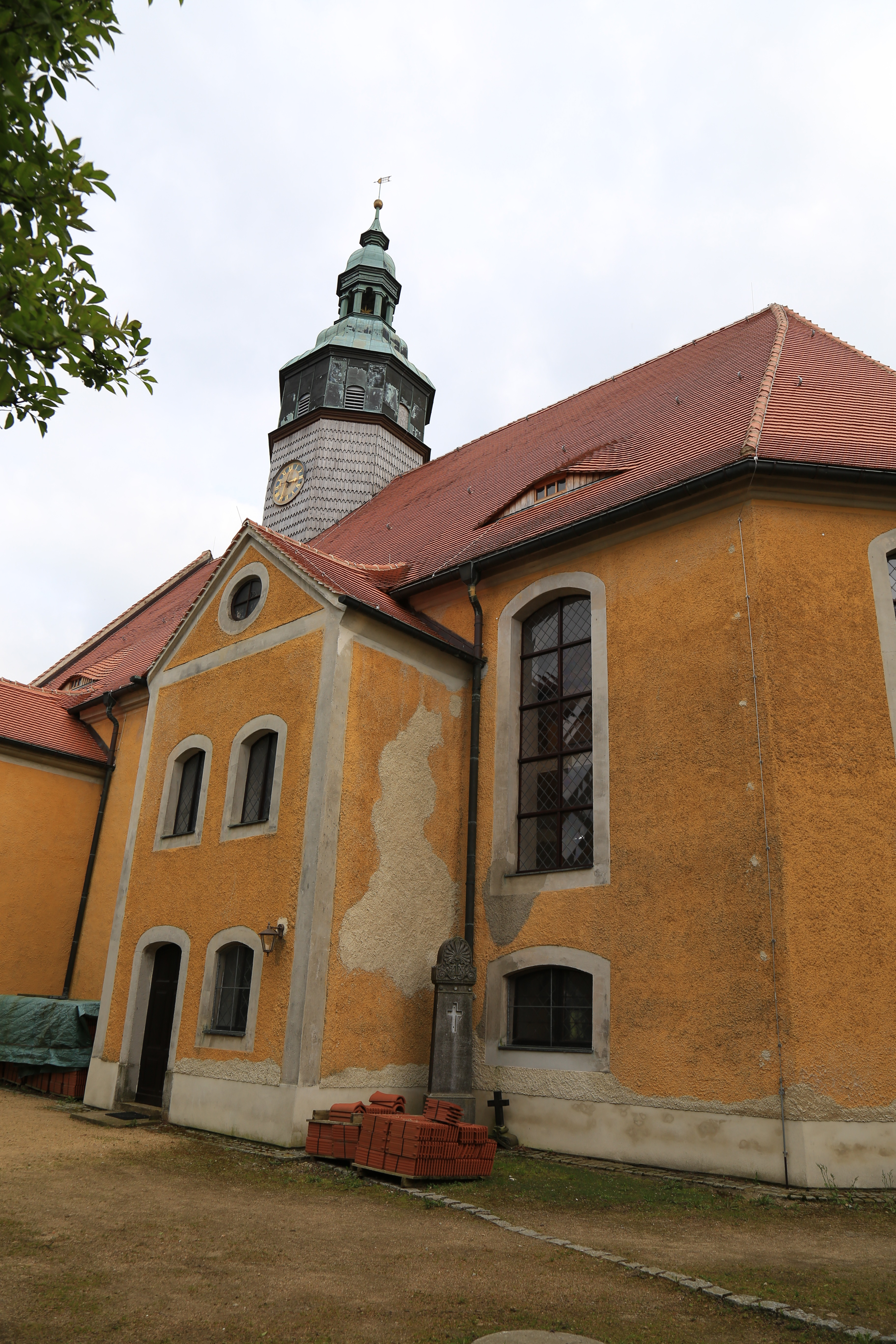
Ansicht der Vorhalle an der Nordwand (2017)

Die Michaeliskirche ist ein dem Erzengel Michael geweihtes Kirchengebäude im Ortsteil Markersdorf der gleichnamigen Gemeinde im Landkreis Görlitz in der sächsischen Oberlausitz. Es gehört der Kirchengemeinde Markersdorf im Kirchenkreis Schlesische Oberlausitz, der Teil der Evangelische Kirchen Berlin-Brandenburg-schlesische Oberlausitz ist. Das Gebäude steht aufgrund seiner bau- und ortsgeschichtlichen Bedeutung unter Denkmalschutz.

## Architektur und Geschichte
Die Markersdorfer Kirche ist eine stattliche Saalkirche aus verputztem Bruchsteinmauerwerk. Sie wurde im Kern im 13. Jahrhundert im Stil der Spätromanik errichtet, aus dieser Zeit ist heute nur noch die halbrunde Apsis an der Ostwand erhalten. Im Jahr 1404 wurde die Kirche geweiht. Im 15. Jahrhundert wurde der Altarraum angebaut und zwischen 1525 und 1539 erfolgte der Bau des Langhauses. Im Jahr 1635 wurde der Dachreiter aufgesetzt. Zwischen 1753 und 1756 wurde die Kirche stilistisch in Richtung des Barock verändert. Im Jahr 1883 wurde das Gebäude umfangreich renoviert, dabei wurden die bis dahin noch romanischen Fenster in der Apsis vergrößert. Des Weiteren wurde im 19. Jahrhundert der Kirchhof eingefriedet.
Die Kirche hat segmentbogige Fenster. An der Südseite hat das Kirchenschiff einen zweigeschossigen Anbau. Dieser ist wie auch das Kirchenschiff selbst und der Altarraum mit einem Satteldach überzogen, über dem Kirchenschiff befinden sich Fledermausgauben. Eine weitere Vorhalle befindet sich am Altarraum, in beiden Vorhallen liegen Eingangsportale. An der Nordwand wurden im 19. Jahrhundert drei Vorhallen mit ebenfalls jeweils einem Eingang angebaut. Die breitere der beiden Vorhallen ist mit einem Strebepfeiler besetzt, zwischen den beiden Hallen befindet sich ein Unterstand mit Pultdach. Auf dem Dach des Kirchenschiffs befindet sich ein achteckiger Dachreiter mit Schallöffnungen, doppelter Zwiebelhaube und Laterne. 1820 wurden dort an zwei Seiten Uhren eingebaut.
Der Saal der Markersdorfer Kirche ist mit einer flachen Stuckdecke versehen. Zwischen dem Kirchenschiff und dem Altarraum liegt ein hoher Rundbogen, der Altarraum ist mit einem Kreuzrippengewölbe überzogen. Im Langhaus stehen umlaufende Emporen, an der Nord- und Südwand sind diese zweigeschossig. Die Brüstungsfelder sind mit schlichter Ornamentik bemalt. Im Altarraum stehen an der Nord- und Südwand Emporen mit Bibelversen in den Brüstungsfeldern. Die Wände sind mit Engelsfiguren und floralen Ornamenten des Görlitzer Malers Walther Raue von 1923 bemalt.

## Ausstattung
Der Altar der Michaeliskirche in Markersdorf wurde 1883 gebaut und enthält ein Marmorkreuz und einen Säulenaufbau mit abschließender Christusfigur. Die achteckige Kanzel ist auf das Jahr 1762 datiert. Auf der Westempore steht ein reich verzierter barocker Orgelprospekt von 1756, die darin befindliche Orgel wurde 1921 von Gustav Heinze aus Sorau gebaut. Um die Kirche herum stehen elf geschmiedete Lausitzer Grabkreuze aus dem 18. Jahrhundert.

## Kirchengemeinde
Die Pfarrei Markersdorf wurde 1346 in der Kirchenmatrikel des Bistums Meißen erstmals erwähnt. Bis zur Reformation gehörte die Pfarrgemeinde Markersdorf zum Sedes Reichenbach im Archidiakonat Oberlausitz. Die Reformation wurde im Jahr 1550 eingeführt. Neben Markersdorf gehören noch Holtendorf, Niederpfaffendorf und ein Teil von Oberpfaffendorf zur Kirchengemeinde. Bis 1945 gehörte Markersdorf zur Evangelischen Landeskirche der älteren Provinzen Preußens. Nach deren Zerfall kam die Kirchengemeinde zur Evangelischen Kirche in Schlesien, die später in Evangelische Kirche der schlesischen Oberlausitz umbenannt wurde und am 1. Januar 2004 mit der Evangelischen Kirche in Berlin-Brandenburg zur Evangelischen Kirche Berlin-Brandenburg-schlesische Oberlausitz fusionierte.
Zunächst gehörte die Kirchengemeinde zum Kirchenkreis Görlitz, dieser schloss sich am 1. Januar 2007 mit den Kirchenkreisen Görlitz und Weißwasser zum Kirchenkreis Niederschlesische Oberlausitz zusammen. Seit 2014 ist Markersdorf Teil des Kirchenkreises Schlesische Oberlausitz. Markersdorf ist mit den Kirchengemeinden Friedersdorf, Gersdorf und Königshain zum Pfarrsprengel Markersdorf-Königshain zusammengeschlossen.